# Nevada City
Nevada City ist eine Stadt und zudem der County Seat von Nevada County im US-Bundesstaat Kalifornien mit 3152 Einwohnern (Stand: 2020). Die Stadt liegt 267 km nordöstlich von San Francisco. Der Name kommt aus dem Spanischen und bedeutet „schneebedeckt“.
Die Besiedlung von Nevada City begann 1849 während des Goldrausches. Nevada County war um 1850 die bedeutendste Goldgräbergegend in Kalifornien. Die Stadtrechte erhielt Nevada City 1885. Von 1876 bis 1942 wurde die Nevada County Narrow Gauge Railroad betrieben.
1900 hatte Nevada City 3250 Einwohner, an dieser Zahl hat sich bis heute wenig geändert. 2000 waren es 3001 Einwohner.

## Demografie
Nach der Volkszählung 2010 hatte Nevada City 3068 Einwohner. Die Bevölkerungsdichte war 540,4 Einwohner je km2.
Der Anteil der weißen Bevölkerung betrug 2837 (92,5 %), es gab 26 (0,8 %) Schwarze, 46 (1,5 %) waren Asiaten und 28 (0,9 %) Indianer. 205 (6,7 %) Menschen waren ohne Berücksichtigung ihrer Race hispanisch.
Nach der Volkszählung 2010 lebten 2829 Menschen (92,2 % der Bevölkerung) in Privathaushalten. Es gab 1356 Haushalte, in 317 (23,4 %) davon lebten Kinder unter 18. 510 Haushalte (37,6 %) waren verheiratete Ehepaare, 155 (11,4 %) hatten ein weibliches Haushaltsmitglied ohne einen Mann, 79 (5,8 %) hatten ein männliches Haushaltsmitglied ohne eine Frau. Es gab 97 (7,2 %) verschiedengeschlechtliche nichteheliche Partnerschaften. 488 Haushalte (36 %) waren Einpersonenhaushalte, 168 (12,4 %) waren Einpersonenhaushalte mit einer mehr als 65 Jahre alten Person. Die Durchschnittsgröße der Haushalte war 2,09. Es gab 744 Familien (54,9 % der Haushalte), die Durchschnittsgröße der Familien war 2,67.
517 (16,9 %) Menschen waren jünger als 18 Jahre alt, 199 (6,5 %) waren zwischen 18 und 24, 720 (23,5 %) waren zwischen 25 und 44, 1075 (35 %) waren zwischen 45 und 64 und 168 (12,4 %) waren 65 oder älter.

## Söhne und Töchter der Stadt
- Tully Marshall (1864–1943), Schauspieler
- Emily Williams (1869–1942), Architektin
- Jocelyn Towne (* 1976), Schauspielerin, Produzentin und Regisseurin
- Gyan Riley (* 1977), Gitarrist, Komponist und Musikpädagoge
- Joanna Newsom (* 1982), Sängerin
- Alela Diane (* 1983), Singer-Songwriterin
- Lexie Alford (* 1998), Webvideoproduzentin